# القحطانية (الرقة)
القحطانية قرية سورية تتبع ناحية مركز الرقة في منطقة مركز الرقة في محافظة الرقة. بلغ عدد سكانها 2490 نسمة في عام 2004 حسب إحصاء المكتب المركزي للإحصاء.
تقع القحطانية شرق نهر الفرات ويفصلها عن نهر الفرات قرية ربيعة وقرية حاوي الهوى غرب مدينة الرقة 6 كم، تتميز بخصوبة أرضها واشتهارها بزراعة القطن والشوندر السكري والقمح والشعير